# Pozo de Piedra
Pozo de Piedra es una localidad de la provincia argentina de Catamarca, en el departamento Belén.
El municipio fue creado por ley N.º 4101 sancionada el 10 de julio de 1984:

ARTICULO 3.- Créase una Municipalidad de Segunda Categoría en Pozo de Piedra - Departamento Belén - y cuya Jurisdicción comprende las localidades de: Pozo de Piedra, La Toma, La Aguada, Las Juntas, Las Barrancas, Cóndor Huasi, Piedra Larga y Las Bayas.

Dependen del municipio las comunas (delegaciones comunales o municipales) de Las Barrancas, y Cóndor Huasi.

## Población
Cuenta con 1,933 habitantes (Indec, 2001) lo que representa un incremento del 6,33 % frente a los 1,818 habitantes (Indec, 1991) del censo anterior.